# گرانادا (انتیوکیا)
گرانادا (انگلیسی: Granada, Antioquia) نام شهری در کشور کلمبیا است.